# Sinuessa
Sinuessa  (grec antic: Σινούεσσα o Σινόεσσα) era una ciutat del Latium a la vora de la mar Tirrena, a uns 10 km de la desembocadura del riu Volturnus. Era a la via Àpia i just on aquesta via arribava a la mar, segons diu Estrabó.
Sembla que no era una ciutat antiga, i va ser fundada com a colònia romana dins el territori de Vèscia, que era una ciutat dels àusons. Però alguns autor (Titus Livi i Plini el Vell) diuen que hi havia hagut una antiga ciutat grega en aquell lloc que es deia Sinope.
La colònia es va establir al mateix temps que la de Minturnes (Minturnae) i el seu nom va derivar, segons Estrabó, del fet que es va erigir en una gran badia (llatí: sinus) en el que avui dia és el golf de Gaeta. La colònia es va pensar per a protegir la zona dels atacs dels samnites, que ja havien envaït el districte diverses vegades. Encara que es va decidir la seva fundació l'any 297 aC no es va iniciar fins al 296 aC, perquè aquestes incursions feien dubtar als nous pobladors, segons Vel·lei Patercul. Aviat es va convertir en una ciutat important.
Hanníbal va assolar el seu territori l'any 217 aC, i va arribar amb la seva cavalleria fins a les portes mateixes de la ciutat. Més tard, juntament amb Minturnae va al·legar no poder contribuir amb diners i soldats a les peticions de Roma. El 191 aC va demanar altre cop exempció (en aquest cas de serveis navals) sense èxit.
Juli Cèsar va fer nit en aquesta ciutat el 49 aC quan anava a Brundusium. Sota el Segon Triumvirat va rebre un nou cos de colons però no va conservar el rang de colònia.
Era famosa pels seus vins; pràcticament, no és esmentada durant l'Imperi. Tant Plini el Vell com el Liber Coloniarum l'esmenten com a oppidum o municipi ordinari. La ciutat es trobava prop del límit amb la regió de Campània i era la darrera ciutat de la regió de Latium. Al segle iv encara apareix als Itineraris. Es desconeix quan va ser destruïda però cal suposar que devia ser al segle VIII o IX pels atacs dels sarraïns.
Les seves ruïnes es conserven a un turó anomenat Mondragone, i les formen l'aqüeducte, una espècie d'arc triomfal i alguns edificis. A la rodalia hi havia les termes que antigament es deien Aquae Sinuessanae, avui conegudes per I Bagni. Plini el Vell diu que les aigües d'aquelles termes es consideraven un remei contra l'esterilitat de les dones i la bogeria dels homes. Titus Livi diu que les termes eren famoses ja durant la Segona Guerra Púnica, i no van deixar de tenir fama, i fins i tot l'emperador Claudi en va fer ús. A la ciutat, Sofoni Tigel·lí es va suïcidar quan va veure que Otó pujava al poder.
El clima suau i càlid de Sinuessa era molt apreciat, i s'atribuïa a les aigües termals. En parlen Tàcit i Sili Itàlic, i Marcial ho menciona en alguns poemes.